# 美索舍平
美索舍平是一种含氮有机化合物，化学式C33H40N2O9，与利血平是同分异构体，能用作抗高血压药。